# Cónclave de 1846
El 1 de junio de 1846 murió el Papa Gregorio XVI con 81 años de edad. Todos los 62 cardenales de la Iglesia católica viajaron hasta Roma, donde se reunieron en la capilla del Palacio del Quirinal para elegir un nuevo Papa. Después de tres días en cónclave los cardenales anunciaron la victoria de Giovanni Maria Mastai-Ferreti, quien se convertiría en el Papa Pío IX, con un pontificado de 32 años de duración, el segundo más largo de la historia de la Iglesia católica después de San Pedro. Fue Pío IX quien abrió el Concilio Vaticano I.
| Duración             | 3 días                   |
| Número de votaciones | 4                        |
| Electores            | 62                       |
| -------------------- | ------------------------ |
| Ausentes             | 12                       |
| Presentes            | 50                       |
| Europeos             | 62                       |
| Papa fallecido       | Gregorio XVI (1831-1846) |
| Papa electo          | Pío IX (1846-1878)       |